# Campionati europei di atletica leggera 2022 - Lancio del disco maschile
La specialità del lancio del disco maschile dei campionati europei di atletica leggera 2022 si è svolta tra il 17 e il 19 agosto all'Olympiastadion di Monaco di Baviera, in Germania.

## Podio
| Pos.    | Atleta         | Nazionalità   | Tempo   | Note |
| ------- | -------------- | ------------- | ------- | ---- |
| Oro     | Mykolas Alekna | Lituania      | 69,78 m |      |
| Argento | Kristjan Čeh   | Slovenia      | 68,28 m |      |
| Bronzo  | Lawrence Okoye | Gran Bretagna | 67,14 m |      |

## Record
Prima di questa competizione, il record del mondo (RM), il record europeo (EU) ed il record dei campionati (RC) sono i seguenti:
| Record                | Prestazione | Atleta                     | Data                                       | Competizione |
| --------------------- | ----------- | -------------------------- | ------------------------------------------ | ------------ |
| Record mondiale       | 74,08 m     | Jürgen Schult Germania Est | 6 giugno 1986 Neubrandenburg, Germania Est |              |
| Record europeo        | 74,08 m     | Jürgen Schult Germania Est | 6 giugno 1986 Neubrandenburg, Germania Est |              |
| Record dei campionati | 68,87 m     | Piotr Małachowski Polonia  | 1 agosto 2010 Barcellona, Spagna           | Europei 2010 |

### Campione in carica
Il campione europeo in carica era:
| Campione | Atleta  | Prestazione              | Data                            | Competizione |
| -------- | ------- | ------------------------ | ------------------------------- | ------------ |
| Europeo  | 68,46 m | Andrius Gudžius Lituania | 8 agosto 2018 Berlino, Germania | Europei 2018 |

### La stagione
Prima di questa gara, gli atleti europei con le migliori tre prestazioni dell'anno erano:
| Pos. | Atleta                  | Prestazione | Data                                     |
| ---- | ----------------------- | ----------- | ---------------------------------------- |
| 1    | Daniel Ståhl Svezia     | 71,47 m     | 21 giugno 2022 Uppsala, Svezia           |
| 2    | Kristjan Čeh Slovenia   | 71,27 m     | 14 maggio 2022 Birmingham, Gran Bretagna |
| 3    | Simon Pettersson Svezia | 70,42 m     | 6 agosto 2022 Norrkoping, Svezia         |

## Risultati

### Qualificazioni
Si qualificano alla finale gli atleti che raggiungono i 66,00 m (Q) o i migliori dodici (q).
| Pos | Gruppo | Atleta                | Nazionalità   | 1ª prova | 2ª prova | 3ª prova | Risultato | Note |
| --- | ------ | --------------------- | ------------- | -------- | -------- | -------- | --------- | ---- |
| 1   | A      | Kristjan Čeh          | Slovenia      | 69,06    |          |          | 69,06     | Q    |
| 2   | B      | Andrius Gudžius       | Lituania      | 66,70    |          |          | 66,70     | Q    |
| 3   | B      | Daniel Ståhl          | Svezia        | 66,39    |          |          | 66,39     | Q    |
| 4   | A      | Mykolas Alekna        | Lituania      | 63,91    | 61,82    | 65,48    | 65,48     | q    |
| 5   | B      | Lukas Weißhaidinger   | Austria       | 62,27    | 65,48    | x        | 65,48     | q    |
| 6   | B      | Alin Firfirică        | Romania       | 64,17    | x        | 60,35    | 64,17     | q    |
| 7   | B      | Henrik Janssen        | Germania      | 58,56    | 62,60    | x        | 62,60     | q    |
| 8   | B      | Lawrence Okoye        | Gran Bretagna | 60,22    | 62,56    | x        | 62,56     | q    |
| 9   | B      | Oskar Stachnik        | Polonia       | 62,52    | 60,62    | x        | 62,52     | q    |
| 10  | A      | Simon Pettersson      | Svezia        | x        | 62,39    | x        | 62,39     | q    |
| 11  | B      | Apostolos Parellis    | Cipro         | 60,34    | 61,95    | 60,56    | 61,95     | q    |
| 12  | B      | Guðni Valur Guðnason  | Islanda       | 61,10    | 61,80    | 61,12    | 61,80     | q    |
| 13  | A      | Róbert Szikszai       | Ungheria      | 61,29    | 61,32    | x        | 61,32     |      |
| 14  | A      | Nicholas Percy        | Gran Bretagna | 60,97    | 60,26    | 61,26    | 61,26     |      |
| 15  | A      | Philip Milanov        | Belgio        |          | 60,43    | 61,04    | 61,04     |      |
| 16  | A      | Ola Stunes Isene      | Norvegia      | x        | x        | 60,55    | 60,55     |      |
| 17  | A      | Robert Urbanek        | Polonia       |          | 60,17    | 60,47    | 60,47     |      |
| 18  | A      | Martin Marković       | Croazia       | 60,30    | 57,46    | 59,04    | 60,30     |      |
| 19  | B      | Ruben Rolvink         | Paesi Bassi   | 56,33    | x        | 60,12    | 60,12     |      |
| 20  | B      | János Huszák          | Ungheria      | 59,18    | 59,99    | x        | 59,99     |      |
| 21  | A      | Danijel Furtula       | Montenegro    | x        | x        | 59,10    | 59,10     |      |
| 22  | B      | Marek Bárta           | Rep. Ceca     | 53,77    | 58,37    | 58,10    | 58,37     |      |
| 23  | A      | Mykyta Nesterenko     | Ucraina       | 57,59    | x        | x        | 57,59     |      |
| 24  | A      | Torben Brandt         | Germania      | 56,33    | x        | x        | 56,33     |      |
|     | B      | Sven Martin Skagestad | Norvegia      | x        | x        | x        | nm        |      |

### Finale
| Pos     | Atleta               | Nazionalità   | 1ª prova | 2ª prova | 3ª prova | 4ª prova | 5ª prova | 6ª prova | Risultato | Note                                     |
| ------- | -------------------- | ------------- | -------- | -------- | -------- | -------- | -------- | -------- | --------- | ---------------------------------------- |
| Oro     | Mykolas Alekna       | Lituania      | 66,67    | 67,26    | 66,82    | x        | 69,78    | 66,18    | 69,78     | Record dei campionati                    |
| Argento | Kristjan Čeh         | Slovenia      | x        | 67,62    | 67,81    | 67,64    | 68,28    | x        | 68,28     |                                          |
| Bronzo  | Lawrence Okoye       | Gran Bretagna | 67,14    | 65,84    | 64,11    | x        | 60,51    | 64,71    | 67,14     | Miglior prestazione personale stagionale |
| 4       | Simon Pettersson     | Svezia        | 67,12    | x        | x        | x        | 63.82    | x        | 67,12     |                                          |
| 5       | Daniel Ståhl         | Svezia        | 66,39    | 65,80    | 64,76    | 63,42    | 65,94    | 66,00    | 66,39     |                                          |
| 6       | Andrius Gudžius      | Lituania      |          | 65.17    | x        | x        | 63,31    | 65,40    | 65,40     |                                          |
| 7       | Alin Firfirică       | Romania       | 64,35    | x        | 64,32    | 62,69    | 63,01    | 62,83    | 64,35     |                                          |
| 8       | Apostolos Parellis   | Cipro         | 63,32    | 62,23    | 62,13    | 62,39    | 60,70    | 59,36    | 63,32     |                                          |
| 9       | Lukas Weißhaidinger  | Austria       | x        | x        | 63,02    |          |          |          | 63,02     |                                          |
| 10      | Henrik Janssen       | Germania      | x        | 58,21    | 61,11    |          |          |          | 61,11     |                                          |
| 11      | Guðni Valur Guðnason | Islanda       | x        | x        | 61,00    |          |          |          | 61,00     |                                          |
| 12      | Oskar Stachnik       | Polonia       | x        | x        | 60,36    |          |          |          | 60,36     |                                          |